# 우이페슈트 FC
우이페슈트 FC(헝가리어: Újpest FC)는 부다페스트를 연고로 하는 헝가리의 축구 클럽이다. 1885년 우이페슈티 TE(Újpesti TE)의 축구단으로 창설되었으며 아이스하키, 수구 선수단도 운영하고 있다.
1926년 헝가리에 프로 축구가 도입된 이래 헝가리 리그 20회 우승, 헝가리 컵 11회 우승의 기록을 갖고 있을 뿐만 아니라 미트로파컵 2회 우승과 1961-62 UEFA 컵 위너스컵 4강 진출, 1968-69 인터시티스 페어스컵(UEFA 유로파리그의 전신) 준우승, 1973-74 유러피언컵 4강 진출의 위업을 달성했을 정도로 헝가리에서 큰 성공을 거둔 축구 클럽 가운데 하나로 여겨진다. 대외적으로 저명도가 높은 헝가리의 축구 선수를 배출한 팀이기도 하다.

## 성적

### 국내 대회
- 헝가리 리그
  - 우승 20회 (1929–30, 1930–31, 1932–33, 1934–35, 1938–39, 1945 춘계, 1945–46, 1946–47, 1959–60, 1969, 1970 춘계, 1970–71, 1971–72, 1972–73, 1973–74, 1974–75, 1977–78, 1978–79, 1989–90, 1997–98)
  - 준우승 21회 (1920–21, 1922–23, 1926–27, 1931–32, 1933–34, 1935–36, 1937–38, 1940–41, 1941–42, 1960–61, 1961–62, 1967, 1968, 1976–77, 1979–80, 1986–87, 1994–95, 1996–97, 2003–04, 2005–06, 2008–09)
  - 3위 18회 (1916–17, 1918–19, 1921–22, 1923–24, 1927–28, 1928–29, 1936–37, 1939–40, 1950 Autumn, 1951, 1952, 1957 Spring, 1962–63, 1965, 1975–76, 1987–88, 1995–96, 1998–99)

- 헝가리 2부 리그
  - 우승 2회 (1904, 1911–12)
  - 준우승 1회 (1903)
  - 3위 1회 (1901)

- 헝가리 컵
  - 우승 8회 (1969, 1970, 1975, 1982, 1983, 1987, 1992, 2002)
  - 준우승 6회 (1922, 1923, 1925, 1927, 1933, 1998)

- 헝가리 슈퍼컵
  - 우승 2회 (1992, 2002)

### 국제 대회
- 미트로파컵
  - 우승 2회 (1929, 1939)
  - 준우승 1회 (1967)

- 인터시티스 페어스컵
  - 준우승 1회 (1968–69)

- 유러피언컵
  - 4강 1회 (1973–74)

- UEFA 컵 위너스컵
  - 4강 1회 (1961–62)

## 선수 명단

### 현역
참고: FIFA 자격 규정에 따라 소속된 국가대표팀 국기를 표시합니다. 선수는 복수의 FIFA 비회원국 국적을 가지고 있을 수 있습니다.
| 번호 | 포지션 | 국적   | 이름          |
| ---- | ------ | ------ | ------------- |
| 5    | DF     | 조지아 | 다비트 코부리 |

| 번호 | 포지션 | 국적 | 이름            |
| ---- | ------ | ---- | --------------- |
| 70   | FW     |      | 마무두 카라모코 |

## 역대 감독
| 감독              | 임기        |
| ----------------- | ----------- |
| 버로티 러요시     | 1967 ~ 1971 |
| 비치케이 베르털런 | 2006        |
| 베네 페렌츠       | 불명        |